# Свон-Гіллс
Свон-Гіллс (англ. Swan Hills) — містечко в Канаді, у провінції Альберта, у складі муніципального району Біґ-Лейкс.

## Населення
За даними перепису 2016 року, містечко нараховувало 1301 особу, показавши скорочення на 11,2%, порівняно з 2011-м роком. Середня густина населення становила 49,8 осіб/км².
З офіційних мов обидвома одночасно володіли 50 жителів, тільки англійською — 1 250, а 5 — жодною з них. Усього 60 осіб вважали рідною мовою не одну з офіційних.
Працездатне населення становило 775 осіб (74,5% усього населення), рівень безробіття — 11,6% (6,7% серед чоловіків та 18,5% серед жінок). 92,9% осіб були найманими працівниками, а 6,5% — самозайнятими.
Середній дохід на особу становив $55 050 (медіана $44 245), при цьому для чоловіків — $68 205, а для жінок $38 906 (медіани — $66 048 та $26 304 відповідно).
32,2% мешканців мали закінчену шкільну освіту, не мали закінченої шкільної освіти — 26%, 42,3% мали післяшкільну освіту, з яких 31,8% мали диплом бакалавра, або вищий.
| Статево-вікова структура населення | Статево-вікова структура населення | Статево-вікова структура населення | Статево-вікова структура населення | Статево-вікова структура населення |
| ---------------------------------- | ---------------------------------- | ---------------------------------- | ---------------------------------- | ---------------------------------- |
|                                    |                                    |                                    |                                    |                                    |
| Всього                             | Всього                             | 53,8%46,2%                         |                                    |                                    |
| 0 — 14 років                       | 0 — 14 років                       |                                    | 18,2%                              | 18,2%                              |
| 15 — 64 років                      | 15 — 64 років                      |                                    | 72,9%                              | 72,9%                              |
| 65 і більше                        | 65 і більше                        |                                    | 8,9%                               | 8,9%                               |
| Середній вік (років)               | Середній вік (років)               | 37,737,0                           | 37,4                               | 37,4                               |
| Медіана (років)                    | Медіана (років)                    | 40,138,2                           | 39,1                               | 39,1                               |
| — чоловіки — жінки                 |                                    |                                    |                                    |                                    |

| Походження мешканців:     | Походження мешканців:     | Походження мешканців: | Походження мешканців: | Походження мешканців: |
| ------------------------- | ------------------------- | --------------------- | --------------------- | --------------------- |
| Походження                |                           |                       | осіб                  | %                     |
| Корінні американці        | Корінні американці        |                       | 210                   | 16.14%                |
| Інше північноамериканське | Інше північноамериканське |                       | 595                   | 45.73%                |
| Європейське               | Європейське               |                       | 870                   | 66.87%                |
| британське                | британське                |                       | 620                   | 47.66%                |
| французьке                | французьке                |                       | 200                   | 15.37%                |
| українське                | українське                |                       | 105                   | 8.07%                 |
| Карибське                 | Карибське                 |                       | 10                    | 0.77%                 |
| Африканське               | Африканське               |                       | 10                    | 0.77%                 |
| Азійське                  | Азійське                  |                       | 195                   | 14.99%                |

| Зайнятість населення за галузями (за класифікацією NOC): | Зайнятість населення за галузями (за класифікацією NOC): | Зайнятість населення за галузями (за класифікацією NOC): | Зайнятість населення за галузями (за класифікацією NOC): | Зайнятість населення за галузями (за класифікацією NOC): |
| -------------------------------------------------------- | -------------------------------------------------------- | -------------------------------------------------------- | -------------------------------------------------------- | -------------------------------------------------------- |
|                                                          |                                                          |                                                          |                                                          |                                                          |
| Управління                                               | Управління                                               |                                                          | 11%                                                      | 11%                                                      |
| Бізнес, фінанси та адміністрування                       | Бізнес, фінанси та адміністрування                       |                                                          | 11,7%                                                    | 11,7%                                                    |
| Природничі та прикладні науки                            | Природничі та прикладні науки                            |                                                          | 2,6%                                                     | 2,6%                                                     |
| Охорона здоров'я                                         | Охорона здоров'я                                         |                                                          | 2,6%                                                     | 2,6%                                                     |
| Освіта, правозахист, муніципальні та урядові служби      | Освіта, правозахист, муніципальні та урядові служби      |                                                          | 6,5%                                                     | 6,5%                                                     |
| Мистецтво, культура, відпочинок та спорт                 | Мистецтво, культура, відпочинок та спорт                 |                                                          | 1,3%                                                     | 1,3%                                                     |
| Роздрібна торгівля та послуги                            | Роздрібна торгівля та послуги                            |                                                          | 18,8%                                                    | 18,8%                                                    |
| Гуртова торгівля, транспорт та обладнання                | Гуртова торгівля, транспорт та обладнання                |                                                          | 22,7%                                                    | 22,7%                                                    |
| Природні ресурси, сільське господарство                  | Природні ресурси, сільське господарство                  |                                                          | 10,4%                                                    | 10,4%                                                    |
| Виробництво                                              | Виробництво                                              |                                                          | 13%                                                      | 13%                                                      |

## Клімат
Середня річна температура становить 0,7°C, середня максимальна – 18,4°C, а середня мінімальна – -18,9°C. Середня річна кількість опадів – 603 мм.
| Клімат поселення                              | Клімат поселення | Клімат поселення | Клімат поселення | Клімат поселення | Клімат поселення | Клімат поселення | Клімат поселення | Клімат поселення | Клімат поселення | Клімат поселення | Клімат поселення | Клімат поселення | Клімат поселення |
| Показник                                      | Січ.             | Лют.             | Бер.             | Квіт.            | Трав.            | Черв.            | Лип.             | Серп.            | Вер.             | Жовт.            | Лист.            | Груд.            |                  |
| Середній максимум, °C                         | −6,7             | −3,67            | −0,51            | 7,28             | 12,88            | 16,85            | 18,42            | 17,96            | 13,03            | 8,41             | −0,9             | −4,92            |                  |
| Середня температура, °C                       | −12,81           | −9,79            | −6,62            | 1,15             | 6,77             | 10,72            | 12,95            | 12,48            | 7,55             | 2,92             | −6,4             | −10,39           |                  |
| Середній мінімум, °C                          | −18,94           | −15,92           | −12,76           | −4,98            | 0,64             | 4,60             | 7,46             | 7,00             | 2,08             | −2,56            | −11,88           | −15,88           |                  |
| Норма опадів, мм                              | 29               | 21               | 24               | 29               | 58               | 112              | 116              | 82               | 54               | 29               | 26               | 23               |                  |
| Середньомісячна швидкість вітру, м/с          | 3.84             | 3.74             | 3.67             | 3.61             | 3.56             | 3.36             | 3.05             | 2.98             | 3.28             | 3.80             | 3.63             | 3.78             |                  |
| Середньомісячна сонячна радіація, кДж/м²·день | 3211             | 6647             | 11795            | 16789            | 19892            | 21241            | 21222            | 17686            | 11871            | 6869             | 3398             | 2351             |                  |
| --------------------------------------------- | ---------------- | ---------------- | ---------------- | ---------------- | ---------------- | ---------------- | ---------------- | ---------------- | ---------------- | ---------------- | ---------------- | ---------------- | ---------------- |
| Джерело:                                      |                  |                  |                  |                  |                  |                  |                  |                  |                  |                  |                  |                  |                  |

## Галерея

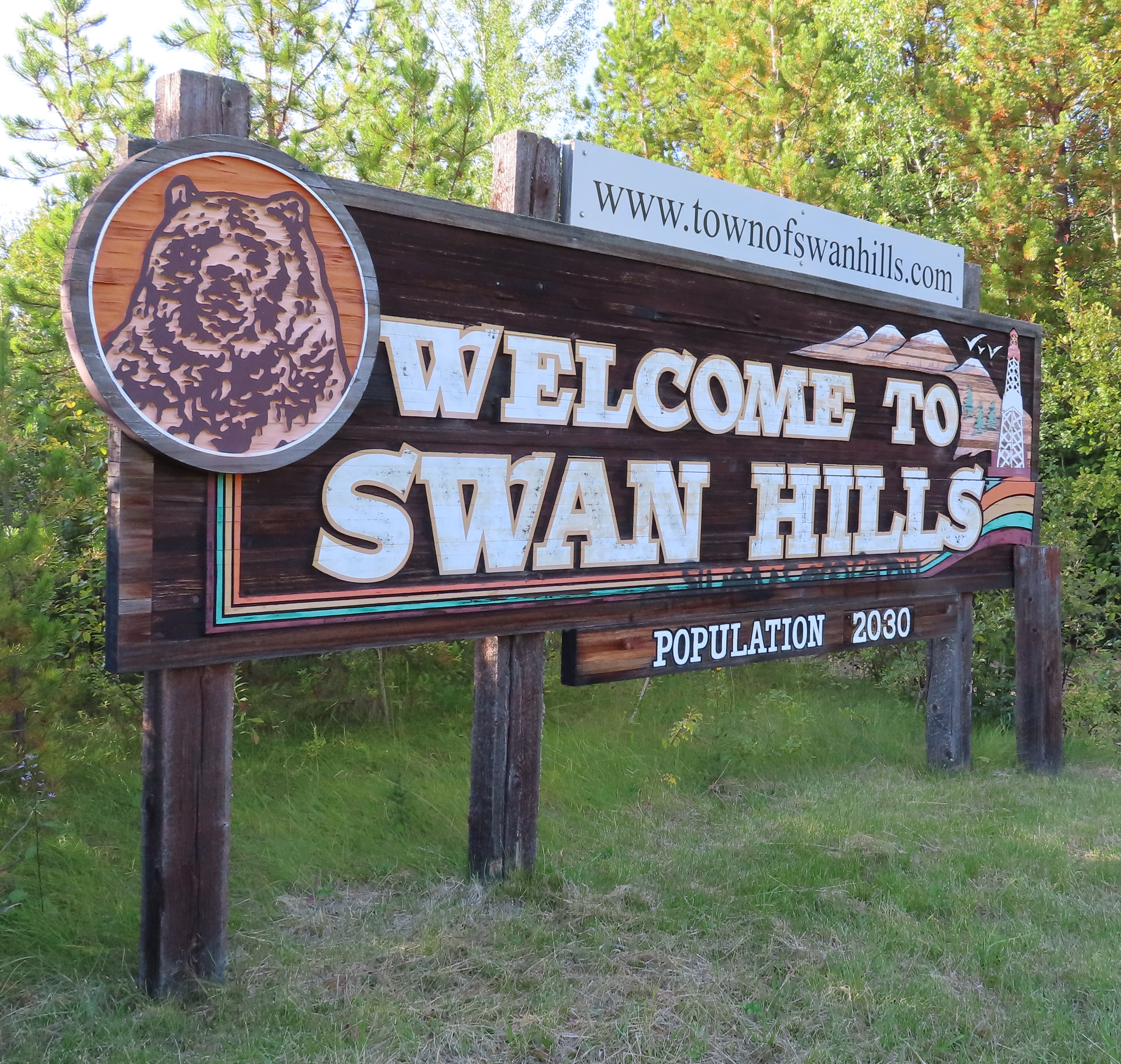
Вітальний знак
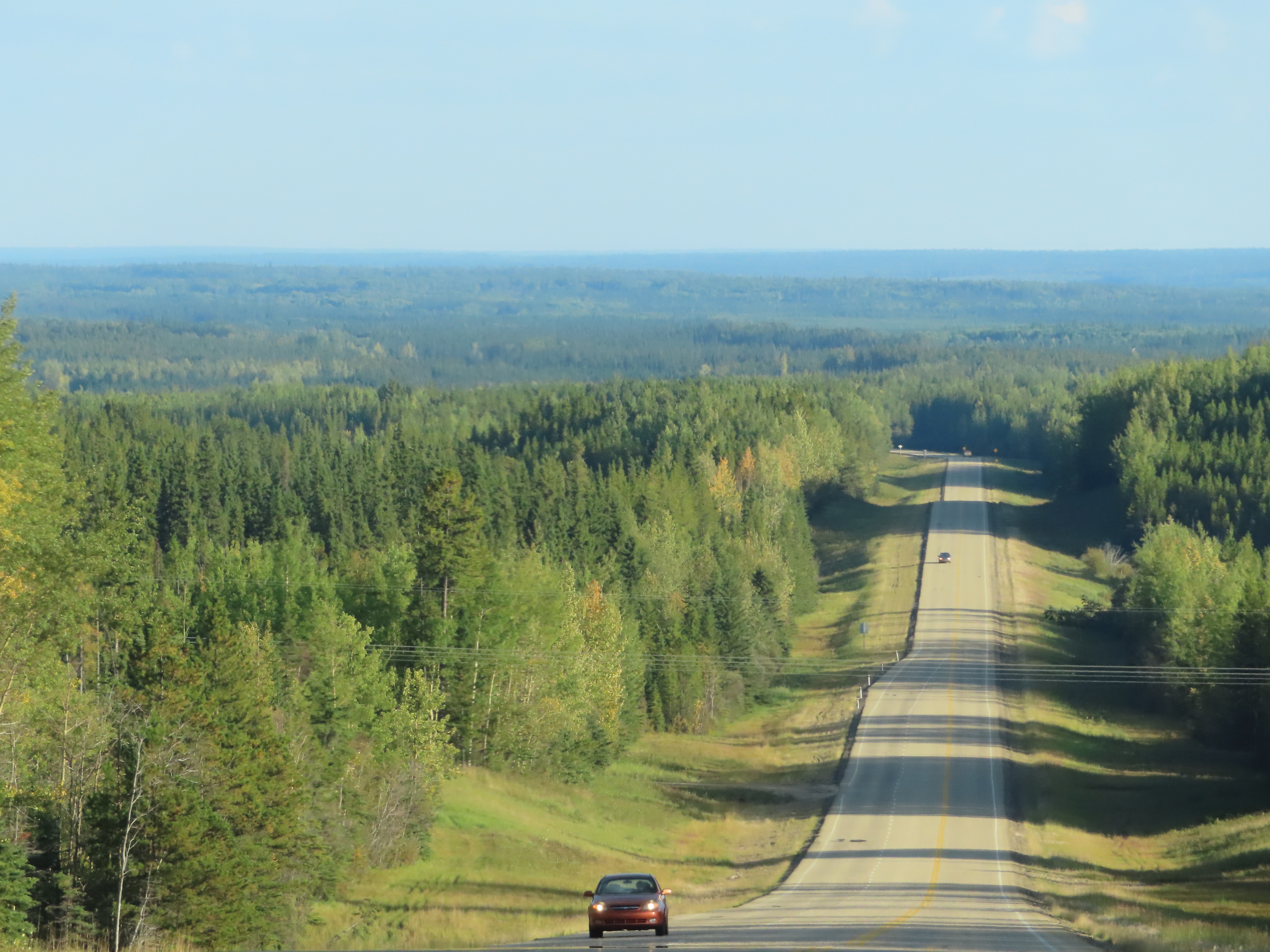
Автошлях 33 Альберти на південь від Свон-Гіллс
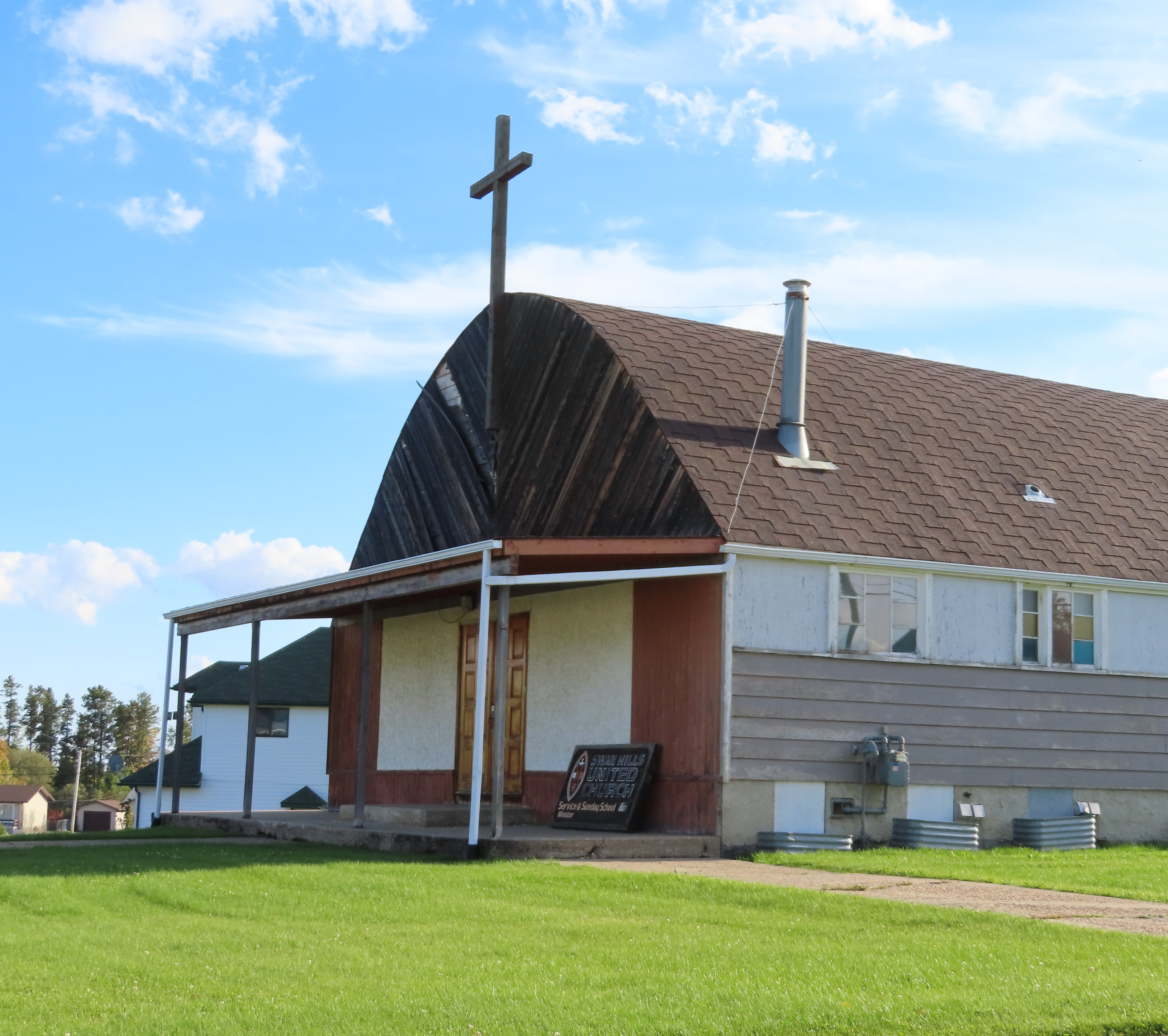
Об'єднана церква